# پلیس بورلی هیلز: اکسل اف
پلیس بورلی هیلز: اکسل اف (به انگلیسی: Beverly Hills Cop: Axel F) یک فیلم کمدی اکشن آمریکایی محصول ۲۰۲۴ به کارگردانی مارک مولی و نویسندگی ویل بیل، تام گورمیکن و کوین اتن است. این چهارمین قسمت از مجموعه فیلم‌های پلیس بورلی هیلز و دنباله‌ای بر پلیس بورلی هیلز ۳ (۱۹۹۴) محسوب می‌شود. ادی مورفی بار دیگر نقش اکسل فولی را در کنار جاج رینهولد، جان اشتون، پل رایزر، و برانسون پینچوت تکرار می‌کند و جوزف گوردون لویت، تیلور پیج، و کوین بیکن در نقش‌های جدید حضور دارند.
این فیلم در میانهٔ دهه ۱۹۹۰ و تحت شرکت تولید مورفی وارد توسعه شد. کارگردانان و فیلمنامه‌نویسان مختلفی مانند برت رتنر و عادل العربی و بلال فلاح در طول سال‌ها به پروژه ملحق شده بودند. مولوی در آوریل ۲۰۲۲ برای کارگردانی استخدام و تولید آن در اوت همان سال در کالیفرنیا آغاز شد.
این فیلم در ۳ ژوئیه ۲۰۲۴ در سرویس استریمینگ نتفلیکس منتشر شد.

## داستان
اکسل فولی به بورلی هیلز بازمی‌گردد تا به همراه دخترش و دوست پسر سابقش، فساد را در نیروهای اداره پلیس بورلی هیلز بررسی کند، پس از مرگ یک دوست قدیمی.

## تولید
در فوریه ۲۰۲۲، فیلم وارد مرحله پیش تولید شد و ۱۶٫۰۵۹٫۰۰۰ دلار اعتبار مالیاتی ایالت کالیفرنیا دریافت کرد. فیلمبرداری اصلی در ۲۹ اوت ۲۰۲۲ آغاز شد، در سن برناردینو، همراه با مناطق دیگر در کالیفرنیا، به مدت ۵۸ روز، تا ۷۸ میلیون دلار هزینه واجد شرایط در مشوق‌های مالیاتی ایجاد کند. در اوت ۲۰۲۲، تیلور پیج و جوزف گوردون-لویت برای نقش‌های نامعلوم انتخاب شدند.

## بازخوردها
- این فیلم پس از نمایش در ۳ جولای در نتفلیکس، ۴۱ میلیون بازدید در پنج روز به دست آورد.[۱۱][۱۲][۱۳] همچنین ۸۰٫۷ میلیون ساعت مشاهده داشت. در طول هفته دوم، پلیس بورلی هیلز: اکسل اف پربیننده‌ترین فیلم در نتفلیکس باقی ماند و ۲۲٫۲ میلیون بازدید و ۴۳٫۷ میلیون ساعت بیننده داشت.[۱۴][۱۵][۱۶]
- در راتن تومیتوز بر اساس رای ۲۰۰ منتقد این فیلم دارای امتیاز ۶ از ۱۰ می‌باشد.
- در متاکریتیک، که از میانگین وزنی استفاده می‌کند، بر اساس رای ۴۷ منتقد، امتیاز ۵۳ از ۱۰۰ را به فیلم اختصاص داد که نشان دهنده نقدهای «مختلط یا متوسط» است.